# Downs, Illinois
Downs là một làng thuộc quận McLean, tiểu bang Illinois, Hoa Kỳ. Năm 2010, dân số của làng này là 1005 người.

## Dân số
Dân số qua các năm:
- Năm 2000: 776 người.
- Năm 2010: 1005 người.